# Liste der Monuments historiques in Bayecourt
Die Liste der Monuments historiques in Bayecourt führt die Monuments historiques in der französischen Gemeinde Bayecourt auf.

## Liste der Immobilien
| Bezeichnung    | Beschreibung    | Standort                | Kennzeichnung | Schutzstatus | Datum | Bild |
| -------------- | --------------- | ----------------------- | ------------- | ------------ | ----- | ---- |
| Friedhofskreuz | bezeichnet 1630 | auf dem Friedhof (Lage) | PA00107093    | Classé       | 1909  |      |

## Liste der Objekte
| Bezeichnung | Beschreibung                                                  | Standort                         | Kennzeichnung | Schutzstatus | Datum | Bild |
| ----------- | ------------------------------------------------------------- | -------------------------------- | ------------- | ------------ | ----- | ---- |
| Retabel     | Holz, vergoldet, 18. Jahrhundert, im 19. Jahrhundert übermalt | in der Kirche Ste-Libaire (Lage) | PM88000045    | Classé       | 1982  |      |